# Miroslav Hába
Miroslav Hába (5. dubna 1935 Vizovice – ???) byl katolický kněz, hudební skladatel, pedagog, sbormistr, muzikolog a přední představitel mikrotonální hudby známý především díky svým čtvrttónovým kompozicím.

## Život a tvorba
Miroslav Hába se narodil 5. dubna 1935 ve Vizovicích u Zlína. Vystudoval na konzervatoři v Kroměříži hru na klarinet a violu. Od roku 1968 studoval obor kompozice na Janáčkově akademii múzických umění (JAMU) v Brně. Rovněž působil jako pedagog na hudební škole v Bystřici pod Hostýnem. Dvanáct let působil jako klarinetista ve Filharmonii pracujících (dnes Filharmonie Bohuslava Martinů ve Zlíně). Jako basklarinetista byl přes dvacet let členem Národního divadla Brno.
Miroslav Hába byl duchovně založený a věřící člověk, vysvěcený katolický kněz, což výrazně ovlivnilo jeho tvorbu. Velkou oporou mu v jeho skladatelských začátcích byli jeho strýcové, hudební skladatelé Karel Hába a Alois Hába. Společně se založením Miniopery dostal od dirigenta a dramaturga Václava Noska nabídku na kompozici své první opery. Opera Malý princ se stala mezníkem v jeho tvorbě. Premiéru měla 25. dubna 1979 v brněnském Divadle Reduta jako dvanáctý titul Miniopery. Samotná miniopera jako forma vznikla na podzim v roce 1969 ve Státním divadle v Brně. Z politických důvodů muselo ale divadlo inscenaci brzy stáhnout z repertoáru. Po téměř čtyřiceti letech operu Malý princ znovu oživili studenti JAMU v Divadle na Orlí (Hudebně dramatické laboratoři Janáčkovy akademie múzických umění v Brně), kde slavilo premiéru 26. listopadu 2016.
Napsal i několik dalších skladeb, mezi nimi například koncertantní skladby pro violoncello a orchestr, symfonické obrazy jako jsou Barušenky, ovce (na valašské lidové texty). Napsal mnoho písní pro sbor, které mají duchovní námět a opakující se biblický charakter. Některé z nich nebyly ještě nikdy provedeny.

## Dílo
- opera Malý princ (režie Luboš Ogoun – 1979, režie Kristýna Kopřivová – 2016)
- dva symfonické obrazy Království slunce
- duo pro dva klarinety Vzpomínání na pohádky[6]